# Voyage au centre du TARDIS
Voyage au centre du TARDIS (Journey to the Centre of the TARDIS) est le dixième épisode de la septième saison de la deuxième série de la série télévisée britannique de science-fiction Doctor Who, diffusé sur BBC One le 27 avril 2013.

## Distribution
- Matt Smith - Le Docteur
- Jenna-Louise Coleman - Clara Oswald
- Ashley Walters - Gregor Van Baalen
- Mark Oliver - Bram Van Baalen
- Jahvel Hall - Tricky Van Baalen

### Version française
- Version française - Dubbing Brothers
- Adaptation - Chantal Bugalski
- Direction artistique - David Macaluso
- Mixage - Marc Lacroix

Avec les voix de
- Philippe Allard - Tricky
- Marielle Ostrowski - Clara
- Marc Weiss - Le Docteur
- Jean-Henri Compère - Quatrième Docteur
- Michel de Warzée - Troisième Docteur
- Claudio Dos Santos - Bram
- David Manet - Neuvième Docteur
- Mathieu Moreau - Gregor

## Synopsis
À bord d'un vaisseau de récupération, une équipe de ferrailleurs de l'espace, composé des frères Gregor et Bram Van Baalen et de l'androïde Tricky, repèrent le TARDIS et décident qu'il serait un objet dont la récupération rapporterait beaucoup.
Pendant ce temps, à bord du TARDIS, le Docteur et Clara discutent des raisons pour lesquelles le TARDIS semble ne pas l'aimer. Le Docteur, croyant que piloter le TARDIS aidera Clara à se connecter avec le vaisseau, le règle en « mode de base » pour lui permettre d'en prendre les commandes, et ce faisant abaisse les boucliers. Alors qu'il lui explique comment actionner les commandes, le TARDIS s'arrête soudainement et commence à être pris de violents sursauts, alors que le vaisseau récupérateur le saisit avec un rayon magnétique. Clara ramasse un petit objet métallique, une balise magnétique utilisée par les Van Baalen, et est brûlée à la main par celui-ci. Ils sont projetés au sol par les soubresauts du TARDIS. 
L'équipe de récupérateurs vient inspecter leur nouvelle prise. Ils se rendent compte qu'elle a une fuite de carburant, reculent, et Gregor décide de l'éjecter dans l'espace, avant d'être interrompu par le Docteur qui est parvenu à sortir du vaisseau, indemne. Réalisant que Clara est toujours à l'intérieur, il convainc les frères de l'aider à retourner à l'intérieur, offrant « le butin d'une vie » s'ils l'aident. À l'intérieur, il active le compte à rebours d'autodestruction du TARDIS et les enferme à l'intérieur pour les forcer à retrouver Clara, la « récupération » dont il a parlé plus tôt.
Pendant ce temps, Clara se réveille dans un TARDIS fortement endommagé, avec la main brûlée, et se met à la recherche du Docteur. Alors qu'elle explore le TARDIS et son contenu, elle voit que quelque chose la suit, une créature humanoïde ossifiée aux yeux rougeoyants, et dans la panique, elle se met à courir.
Tandis que le Docteur et l'équipage recherchent Clara, Gregor, utilisant son ordinateur portatif constate le potentiel que représente la prise du TARDIS et ordonne à Bram de retourner à la salle de contrôle pour y démanteler tout ce qui a de la valeur. Finalement celui-ci descend dans les entrailles de la console et est absorbé par une des créatures ossifiées. Le Docteur, Gregor et Tricky entendent ses cris et continuent à rechercher Clara. Gregor pénètre dans le système de reconfiguration architecturale, une « machine qui peut créer des machines », et en vole un élément, ce qui provoque une panique du TARDIS qui se met à modifier les coursives et créer des labyrinthes afin de se protéger. Clara, pendant ce temps, se retrouve dans la gigantesque bibliothèque du vaisseau où elle trouve un livre intitulé « L'Histoire de la Guerre du Temps ». Après en avoir parcouru quelques pages, Clara est contrainte de fuir la bibliothèque quand elle voit à nouveau la créature zombie à sa poursuite. Elle finit par aboutir à la salle de contrôle, soulagée mais seule.
Le Docteur, Gregor et Tricky arrivent à la salle de contrôle où ils peuvent entendre le souffle de Clara, sans pouvoir la voir. Le Docteur en déduit que le TARDIS a créé des « échos » de la salle de contrôle afin de se protéger. Il parvient à relier un instant les deux versions de la salle et à arracher Clara à son « écho » où elle s'efforçait d'esquiver le zombie, qui s'était mis à imiter ses actions. Le Docteur révèle alors à ses compagnons que le système d'autodestruction était un mensonge, mais s'aperçoit très vite que le moteur est endommagé à cause d'une fuite temporelle quelque part à bord du vaisseau. Il emmène Clara à la salle des machines où il constate que les fuites de carburant font casser et tomber d'épaisses tiges métalliques. Alors qu'ils s'enfuient, essayant d'éviter les tiges menaçantes, ils tombent sur les ferrailleurs, et le bras de Tricky est coincé par une des tiges. Celui-ci presse Gregor de lui couper le bras puisqu'il peut s'en faire remonter un nouveau, mais cependant il est révélé que Tricky n'est en fait pas un androïde mais un humain, et le frère de Gregor et de Bram. Gregor a trompé Tricky après qu'un accident ait effacé la mémoire de Tricky et causé le remplacement de ses yeux par des prothèses bioniques. C'était une sorte de plaisanterie. Mais Gregor avait aussi une autre raison: remplacer Tricky comme capitaine du vaisseau de récupération des Van Baalen après la mort de leur père.
Après avoir libéré Tricky, Gregor, Clara et le Docteur se précipitent vers les moteurs du TARDIS, traversant une salle gigantesque contenant l'Œil de l'Harmonie (un soleil perpétuellement sur le point de devenir un trou noir, où le TARDIS puise son énergie) tout en évitant les créatures. Ils tentent de traverser mais sont coincés car les créatures sont derrière les deux portes d'accès, et ne tardent pas à entrer. Le Docteur explique à regret que les créatures sont en fait des versions futures d'eux-même après avoir été exposés trop longtemps à l'Œil, déplacées par la fuite temporelle, et essaie de convaincre ses compagnons de modifier leur futur en les évitant. Tricky attaque les créatures avec succès mais tombe de la passerelle; Gregor ignore les conseils du Docteur de ne pas toucher Tricky, et hisse son frère sur la passerelle, ce qui fait que les deux frères se transforment en la créature siamoise qu'ils venaient juste d'affronter.
Le Docteur et Clara s'échappent, et finissent par aboutir, semble-t-il, à un cul-de-sac. La conversation aboutit à une dispute sur les secrets que garde le Docteur. Exaspéré, il explique qu'il l'a déjà rencontrée à deux reprises en des endroits différents du temps et de l'espace, et qu'elle est morte dans les deux cas. Clara répond par son incompréhension, et le Docteur accepte qu'elle n'est pour rien dans ce mystère. Clara mentionne le fait qu'elle a trouvé le nom du Docteur en explorant le TARDIS, mais le Docteur la met en garde solennellement contre le fait de le mentionner, déclarant que certains secrets protègent les gens.
Clara et le Docteur parviennent finalement au centre du TARDIS mais découvrent que le moteur a déjà explosé, ses morceaux étant figés dans le temps par une mesure de sécurité temporaire. Le Docteur ne sait pas comment résoudre ce problème jusqu'à ce qu'il voie la main de Clara, où les mots à l'envers de « Big Friendly Button » ont été brûlés sur la peau de sa paume. Inspiré, le Docteur retourne à la salle de contrôle, saisit la balise magnétique, et franchit la faille temporelle dans le mur du TARDIS. Il émerge dans le passé, le TARDIS étant secoué au moment où l'opération de récupération commence. Il jette la balise aux versions antérieures de Clara et de lui-même, les avertissant de l'avenir avant de disparaître. Clara reprend à nouveau la balise qui lui a brûlé la main. Le Docteur récupère l'appareil et voit le message « Big Friendly Button » récemment gravé sur le côté. Il le presse, le TARDIS est libéré de l'emprise du vaisseau de récupération, et la chronologie précédente est effacée.
Dans le nouveau présent, Gregor, Bram et Tricky sont aperçus sur leur vaisseau de récupération. Gregor se comporte correctement avec Tricky, suivant le conseil du Docteur dans l'autre chronologie, ce qui suggère que tout n'a pas été entièrement annulé. Tricky est à présent sur une photo avec ses frères et leur père, tandis qu'à bord du TARDIS le Docteur discute avec Clara de la question du degré de sécurité qu'elle ressent avec lui.

## Réception
En France, l'épisode diffusé le 29 juin 2013 à 20 h 45 sur France 4 a été suivi par 348 000 téléspectateurs soit 1,7 % de parts de marché.

## Continuité
- Clara passe à côté d'une piscine et rentre dans une bibliothèque qui est à côté. Dans Le Prisonnier zéro, le Docteur émerge mouillé du TARDIS et dit à Amy que sa bibliothèque est tombée dans la piscine. Dans "L'impossible astronaute" seconde partie, le Docteur dit d'ouvrir toutes les portes jusqu'à la piscine lorsque River Song est récupérée en matérialisant le TARDIS alors qu'elle saute dans le vide.
- Quand Clara entre dans la pièce où elle rencontre la créature, on aperçoit le berceau du Docteur qu'il utilise dans l'épisode La Retraite du démon.
- Clara trouve une des maquettes faites par Amy enfant et vues dans Le Prisonnier zéro et La Pandorica s'ouvre, première partie.
- On entend diverses phrases prononcées dans le TARDIS par le Docteur ou ses compagnons, expliquant notamment le principe du TARDIS.
- Clara trouve le parapluie dont le docteur et elle se sont servis lors de l'épisode La Dame de glace.
- À nouveau l'explosion du TARDIS provoque des fissures spatio-temporelles, ce qui renvoie au leitmotiv de la saison 5.

## Liens
- (en) Voyage au centre du TARDIS sur l’Internet Movie Database
- "Journey to the Centre of the TARDIS". critique de l'épisode sur le site Daily Mars